# 黒い賭博師 ダイスで殺せ
『黒い賭博師 ダイスで殺せ』（くろいとばくし だいすでころせ）1965年10月8日に公開された日本の映画である。監督は江崎実生。主演は小林旭。日活制作。

## 概要
マカオ一の賭博師を破った氷室は、命を狙われるようになった。
そして、マカオの賭博団と瀬戸内海の毒ガス島で対決する黒い賭博師シリーズ第7弾。

## キャスト
- 氷室浩次： 小林旭
- ヌイ・サップ：二谷英明
- 坂口ルミ：弓恵子
- ノン子：長谷川照子
- 坂口 ： 小高雄二
- 原田 ： 深江章喜
- チョンボ：天坊準
- 坂口の部下：杉江弘（杉江廣太郎）
- 崇：森塚敏
- 時子： 森千永子
- 花田 ：木島一郎
- リュー： 郷鍈治
- 何の配下：衣笠真寿男
- 坂口の配下：島村謙二(島村謙次)
- バー『ケルン』でポーカーをする船員： 久遠利三、糸賀晴雄
- 何の側近： 村上和也
- 坂口の部下： 柴田新三
- バー『ケルン』のボーイ：桂小かん
- 金山の部下： 倉田栄三
- 黄 ：井東柳晴
- 何の配下 ：岩手征四郎
- 原田の配下：中平哲仟
- 何の配下： 杉浦公司
- パンパン： 若葉めぐみ(椿麻里)
- 明華飯店のステージの芸人：ケーイ・アンド・ジャニー
- 撞球指導： 野崎三郎
- カード指導：村上正洋
- 技斗：渡井嘉久雄(渡井嘉久夫)
- 花田刑事：谷村昌彦
- 金山：由利徹
- 多吉老人： 左卜全
- 何明巴： 市村俊幸

## スタッフ
- 監督 ： 江崎実生
- 脚本： 大江原正泰、山崎巌
- 企画 ： 仲川哲朗、児井英生
- 音楽： 鏑木創

## 同時上映
『男の紋章 俺は斬る』
- 脚本：甲斐久尊 / 監督：井田深 / 主演：高橋英樹
- 『男の紋章』シリーズ第9作。